# Dinklage
Dinklage − miasto w Niemczech, w kraju związkowym Dolna Saksonia, w powiecie Vechta. W 2008 r. miasto liczyło 12 772 mieszkańców.